# Laurentz Carlson
Gösta Laurentius (Laurentz) Carlson, född 10 augusti 1900 i Linköping, död 11 juni 1974 i Malmslätt, var en svensk målare och grafiker.
Han var son till maskinisten Johan Carlson och Albertina Spjut samt från 1926 gift med Ingeborg Olsson. 
Carlson studerade muralmåleri vid Filip Månssons ateljé i Stockholm i övrigt var han autodidakt. Han medverkade i Östgöta konstförenings utställningar och ställde ut separat på ett tiotal platser i Sverige bland annat Eskilstuna, Linköping, Stockholm och Örebro. Bland hans offentliga arbeten märks väggmålningarna i fabriken Gripen Linköping och i Kärna församlingshem. Han tilldelades Östgöta konstförenings stipendium 1937. Hans konst består av figursaker och landskap samt dekorativa arbeten i al fresco och litografier. 
Carlson är representerad vid Östergötlands museum.